# Маккалли, Джонстон
Джонстон Маккалли (англ. Johnston McCulley, 2 февраля 1883 — 23 ноября 1958) — американский писатель, автор сотен книг и сценариев, наиболее известен, как «литературный отец» Зорро. Первая книга о Зорро под названием «Проклятие Капистрано» была издана в 1919 году.
Маккалли писал также под псевдонимами Harrington Strong, Raley Brien, George Drayne, Monica Morton, Rowena Raley, Frederic Phelps, Walter Pierson и John Mack Stone.

## Биография
Согласно некрологам, скончался "после серии операций".